# Leeton (Nova Gales do Sul)
Leeton é uma cidade localizada na região de Riverina, no sul do estado de Nova Gales do Sul, na Austrália. Situado a aproximadamente 550 km a oeste de Sydney e 450 km ao norte de Melbourne. A população urbana de Leeton em 2016 era de 8.623 habitantes.